# Eotetranychus sexmaculatus
Eotetranychus sexmaculatus är en spindeldjursart som först beskrevs av Riley 1890.  Eotetranychus sexmaculatus ingår i släktet Eotetranychus och familjen Tetranychidae. Inga underarter finns listade i Catalogue of Life.